# Piero Campelli
Piero Campelli (Milán, Provincia de Milán, Italia, 20 de diciembre de 1893 - Milán, Provincia de Milán, Italia, 20 de octubre de 1946) fue un futbolista italiano. Se desempeñaba en la posición de guardameta.

## Selección nacional
Fue internacional con la selección de fútbol de Italia en 11 ocasiones. Debutó el 29 de junio de 1912, en un encuentro válido por la primera ronda de los Juegos Olímpicos de Estocolmo 1912 ante la selección de Finlandia que finalizó con marcador de 3-2 a favor de los finlandéses.

## Clubes
| Club           | País   | Año         |
| -------------- | ------ | ----------- |
| Inter de Milán | Italia | 1910 - 1925 |